# Abdoul-Aziz Nikiema
Abdoul-Aziz Nikiema (Ouagadougou, 12 de junho de 1985) é um futebolista profissional burquinense que atua como meia.

## Carreira
Abdoul-Aziz Nikiema integrou a Seleção Burquinense de Futebol no Campeonato Africano das Nações de 2010.